# Rhytidocystis henneguyi
Rhytidocystis henneguyi is een soort in de taxonomische indeling van de Myzozoa, een stam van microscopische parasitaire dieren. Het organisme komt uit het geslacht Rhytidocystis en behoort tot de familie Rhytidocystidae. Rhytidocystis henneguyi werd in 1913 ontdekt door de Beauchamp.